# Microula trichocarpa
Microula trichocarpa är en strävbladig växtart som först beskrevs av Maximowicz, och fick sitt nu gällande namn av Ivan Murray Johnston. Microula trichocarpa ingår i släktet Microula och familjen strävbladiga växter.

## Underarter
Arten delas in i följande underarter:
- M. t. lasiantha
- M. t. macrantha